# Qat (plant)
Qat (Catha edulis - ook wel: chewing khat, kat of mira) is een plant uit de familie Celastraceae, waarvan de bladeren worden gebruikt als licht stimulerende drug. Kauwen op de bladeren verdrijft vermoeidheid en honger. Het genotsmiddel wordt al sinds de dertiende eeuw in Jemen, Somalië, Ethiopië en Kenia gebruikt. De belangrijkste drie psychoactieve bestanddelen van qatbladeren zijn alkaloïden (cathinon), norpseudoefedrine (cathine) en norefedrine, dit zijn fenylethylamines. Dit zijn  psychostimulerende stoffen die structureel verwant zijn aan amfetamine en noradrenaline. 
In bovengenoemde landen, waar qat legaal wordt gekweekt en gebruikt, kan het percentage van de bevolking dat weleens qat heeft gebruikt oplopen tot 80%. Het percentage regelmatige gebruikers varieert in deze landen tussen 20 en 60%, waarvan 17 tot 30% dagelijkse gebruikers zijn. Onduidelijk is hoeveel daarvan problematische gebruikers zijn.

## Voorkomen
Het is een bloesemdragende, groene boom of grote struik die zijn oorsprong vindt in de Hoorn van Afrika en het Arabisch Schiereiland en tegenwoordig vooral wordt aangetroffen in Oost-Afrika (met name Ethiopië en Kenia), evenals zuidwestelijk deel van het Arabisch schiereiland. De soort groeit op hoogtes tussen 1500 en 2000 meter en bereikt meestal een hoogte van 6 à 7 meter.

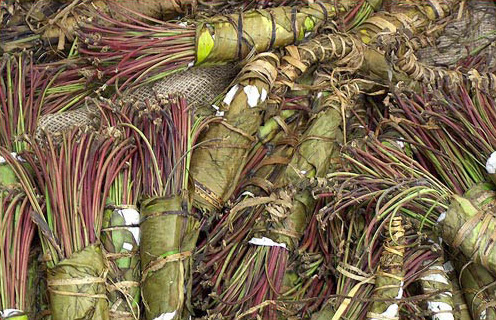
Bundels qat (2006)

Een belangrijke plaats voor qatproductie en -export is het plaatsje Meru, gelegen aan de voet van Mount Kenya. Qat wordt vanuit Kenia over de gehele wereld geëxporteerd, voornamelijk naar geëmigreerde Somaliërs, Jemenieten, Ethiopiërs en Kenianen. Dit moet zo snel mogelijk gebeuren omdat de qat alleen vers gebruikt kan worden. Het belangrijkste psychoactieve ingrediënt cathinon is onstabiel en om deze reden consumeren qatgebruikers de plant het liefst vers. Als de plant 48 uur lang niet gekoeld bewaard is, bevatten de bladeren geen cathinon meer, maar uitsluitend nog cathine als psychoactief ingrediënt. Aan het begin van de 21e eeuw waren er wereldwijd naar schatting 10 miljoen qatgebruikers.
Doordat de plant speciaal gekweekt wordt om de bladeren is het een cultuurgewas geworden. Bladeren worden gebruikt als de gelijknamige drug qat. Het kauwen van de bladeren geeft een licht stimulerend effect.

## Sociaal gebruik

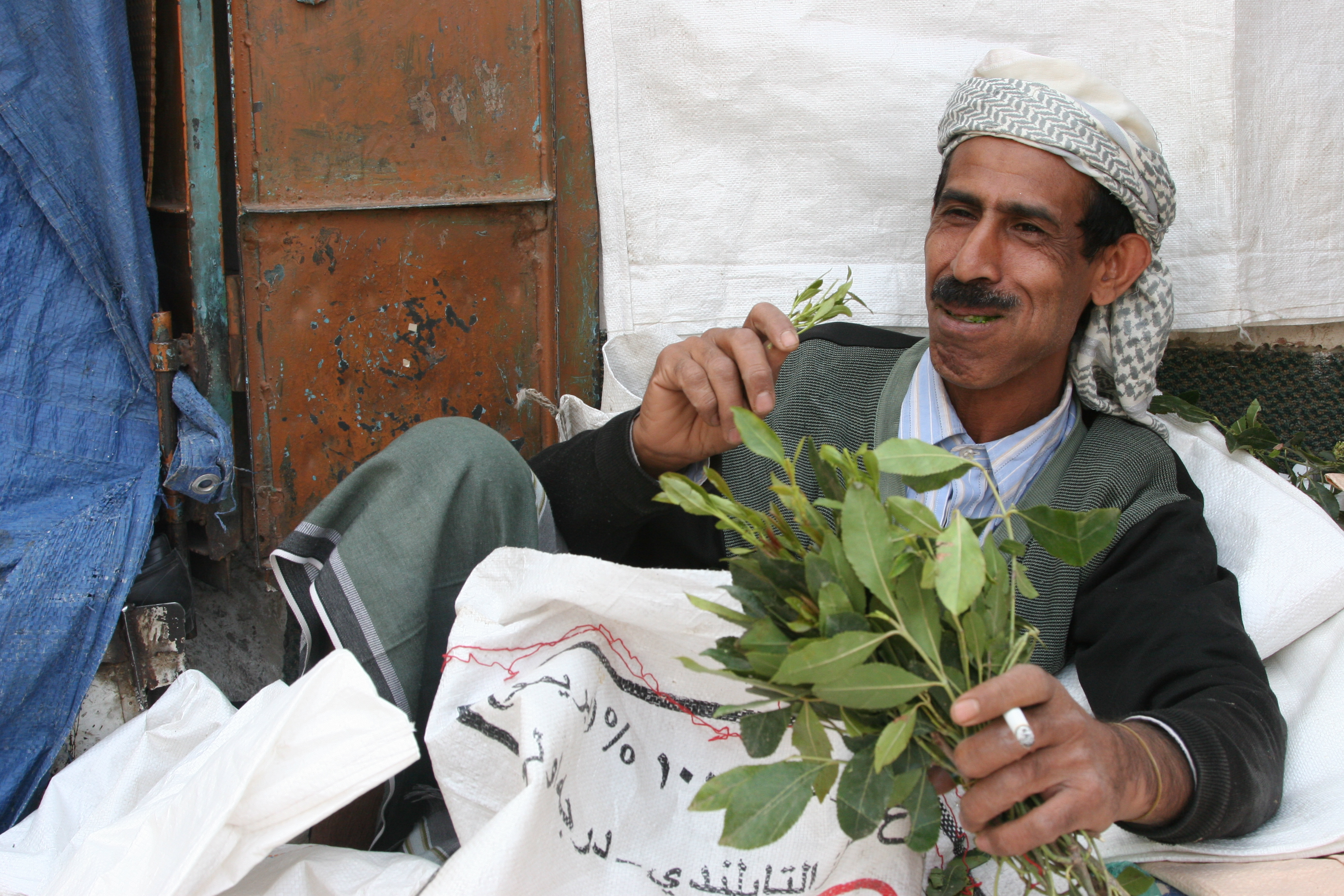
Qatgebruiker in Sana'a, Jemen (2009)

Qat wordt vaak in groepen gebruikt en vervult daar een sociale functie. Bij feesten of andere festiviteiten worden regelmatig qatsessies georganiseerd, vaak met specifieke rituelen en sociale codes omgeven en in speciaal daarvoor bestemde ruimtes. De functie van qatgebruik in dergelijke settings is vaak meer sociaal en als medium tot informatie-uitwisseling, dan dat het individuele psychische stimulatie tot doel heeft. In die zin is het vergelijkbaar met alcohol in niet-moslimlanden. Vrouwen hebben hun eigen sessies, maar minder frequent. Emigranten uit landen waar qatgebruik veel voorkomt ondervinden vaak legale problemen wanneer zij hun qatgebruik willen voortzetten na emigratie.

## Werking en bijwerkingen
De belangrijkste psychoactieve stof in qat is cathinon met amfetamineachtige eigenschappen. Het kauwen van qat wekt anderhalf tot vier uur na het kauwen euforie op met een energiek gevoel met verhoogde alertheid en zelfvertrouwen. De potentie van qat is minder dan de helft van amfetamine. Afhankelijk van de dosis leidt qatgebruik tot een verhoging van de ademhalingsfrequentie, lichaamstemperatuur, (systolische en diastolische) bloeddruk en hartfrequentie, pupilverwijding en een droge mond. Chronisch gebruik kan leiden tot slapeloosheid, anorexie, dysforie en concentratieproblemen. Na zeer intensief gebruik kunnen psychoses optreden na qatgebruik. Deze verdwijnen weer enkele dagen na het staken van het gebruik, eventueel in combinatie met een antipsychoticum. Dergelijke psychoses zijn vooral beschreven onder emigranten die qat in een nieuwe, minder vertrouwde omgeving gebruiken.
Ontwenningsverschijnselen na intensief gebruik kunnen optreden, maar zijn relatief mild. Zo kunnen lethargie, milde depressie, lichte tremor en soms terugkerende nachtmerries optreden.

### Gezondheidsrisico's
Medische problemen die gerelateerd zijn aan qatgebruik zijn gastritis (mogelijk door de hoge concentratie tannines), evenals vertraagde maaglediging en constipatie. Onzeker is nog of er een effect is op de conditie van het tandvlees of op het risico op kanker van mond of keelholte. Er zijn aanwijzingen voor een negatief effect op het aantal, de mobiliteit en kwaliteit van spermacellen. Bij vrouwen die qat tijdens de zwangerschap gebruiken is een verhoogd risico op vroeggeboorte, maar niet op geboorteafwijkingen of een doodgeboren kind.
Het effect op de bloeddruk treedt vooral op bij incidentele gebruikers. Bij regelmatige gebruikers treedt waarschijnlijk tolerantie op voor wat betreft het effect op de bloeddruk. Enkele studies wijzen op een verhoogd risico op een hartinfarct in de uren na qatgebruik.

### Cognitieve beschadigingen
Veelvuldig qatgebruik lijkt de zelfbeheersing te verminderen. Onderzoekers onder leiding van Dr. Lorenza Colzato lieten qatgebruikers een stopsignaaltaak uitvoeren. Ze moesten naar een beeldscherm kijken en op de juiste knop drukken zodra er een naar links of rechts wijzende groene pijl in beeld kwam. Als de kleur van die pijl direct na verschijnen in rood veranderde mochten ze juist niet drukken. Wat betreft reactiesnelheid en accuratesse bij de groene pijlen presteerden qatgebruikers even goed als niet-gebruikers, maar het kostte hen aanzienlijk meer moeite om zich in te houden als de pijl rood werd. Uit die resultaten concluderen de onderzoekers dat langdurig qatgebruik effect heeft op de inhibitie, het vermogen om prikkels te onderdrukken. Dat kan gevaarlijk zijn, want die verminderde zelfbeheersing heeft invloed op sociaal en persoonlijk functioneren. Het zou bijvoorbeeld roekeloos rijden of crimineel gedrag in de hand kunnen werken. De onderzoekers dachten dat het zelfs kon meespelen bij het opkomen van verslaving: hoe meer iemand zou gebruiken, hoe minder hij in staat zou zijn om zichzelf ervan te weerhouden te gebruiken.

## Wettelijke status in Nederland
Sinds 5 januari 2013 is de Nederlandse Opiumwet gewijzigd, waarmee qat ook illegaal werd in Nederland. De drug zou geestelijk en lichamelijk verslavend zijn en op langere termijn schadelijk kunnen zijn voor gebruikers. Op 10 januari 2012 stuurde minister Leers een brief naar de Tweede Kamer, waarin hij aankondigde dat qat op lijst II van de Opiumwet zou worden geplaatst. Separaat werd het rapport aangeboden: 'Qatgebruik onder Somaliërs in Nederland'. Dat gebeurde na lang aandringen van de Tweede Kamer en van buurlanden. In een rapport vergeleek het RIVM in 2009 verschillende drugs, waaronder qat. De week na 5 januari 2013 werd op Schiphol een transport van 650 kilo onderschept. Voor die datum was Schiphol een grote aanvoerhaven met naar schatting 800.000 kilo per jaar. In een eerste proces bij de rechtbank te Breda op 16 mei 2013 werd 6 maanden gevangenisstraf geëist voor de invoer van ruim 600 kilo.